# 24e régiment d'infanterie « grand-duc François II de Mecklembourg-Schwerin » (4e régiment d'infanterie brandebourgeois)
Pour les articles homonymes, voir 24e régiment.
Le 24e régiment d'infanterie « grand-duc François II de Mecklembourg-Schwerin » (4e régiment d'infanterie brandebourgeois) est une unité d'infanterie de l'armée prussienne. Le régiment est formé en 1813 en Silésie, puis transféré en 1817 dans la province de Brandebourg. Le lieu de garnison le plus important est Neuruppin. Au cours de son existence, le régiment participe à toutes les guerres importantes de la Prusse et de l'Empire allemand, entre autres aux guerres de libération en 1813-1815 et aux trois guerres d'unification de 1864-1871. Frédéric-François II est honoré en tant qu'homonyme du régiment. Après avoir participé à la Première Guerre mondiale, le régiment est dissous.

## Histoire

### Formation et guerres de libération (1813-1817)
En automne et en hiver 1812, la campagne de Russie de Napoléon échoue, l'armée expéditionnaire française est battue à plate couture. Le 30 décembre 1812, l'armistice entre la Prusse et la Russie entre en vigueur sous la responsabilité du général prussien Yorck. En pratique, les troupes prussiennes abandonnent ainsi l'alliance imposée avec l'armée française et se rangent du côté des Alliés dans la lutte contre Napoléon. Le 9 février 1813, le service militaire obligatoire (de) est introduit en Prusse, dans un premier temps uniquement pour la durée de la guerre. Le 17 mars 1813, le roi de Prusse appelle le peuple à la lutte pour la libération (« An Mein Volk ») et déclare la guerre à la France le même jour.
Au cours de la reconstruction de l'armée prussienne (de), l'effectif de l'armée passe de 42 000 hommes (1807 - limite supérieure selon le traité de Tilsit) à 300 000 hommes (1813). Le 1er juillet 1813, douze régiments d'infanterie de réserve sont créés dans les provinces orientales de la Prusse non occupées par les Français, conformément à l'A.K.O.. Chacun des douze régiments d'infanterie de réserve est attribué à l'un des douze régiments d'infanterie de ligne existants, le numéro de régiment et la garnison étant identiques. En conséquence, le futur 24e régiment d'infanterie est d'abord mis sur pied en tant que 12e régiment d'infanterie de réserve à Breslau et Neisse.
Pendant les guerres de libération, les bataillons de réserve participent à la bataille de Luckau en 1813. Le 12e régiment d'infanterie de réserve nouvellement formé fait partie de la 8e brigade du Ier corps d'armée et participe ainsi à la campagne d'automne de 1813, avant cela notamment à la bataille de Möckern le 5 avril 1813 et à la bataille de Katzbach le 26 août 1813.
En 1814, le régiment participe entre autres à la bataille de Méry les 22-23 février 1814, à la bataille de Laon les 9-10 mars 1814 et à la bataille de Paris le 30 mars 1814.
Par l'A.K.O. du 25 mars 1815, le 12e régiment d'infanterie de réserve est rebaptisé 24e régiment d'infanterie et devient ainsi un régiment de ligne. Il en est de même pour les 1er à 11e régiments d'infanterie de réserve, le décalage des numéros étant uniformément de 12.
Lors de la campagne d'été de 1815, le régiment participe à la 1re brigade du 1er corps d'armée, entre autres à la bataille de Ligny le 16 juin 1815 et à la bataille de Waterloo (Belle Alliance) le 18 juin 1815. Le 2 novembre 1815, le régiment entame la marche vers son pays natal, qui le mène via Bruxelles, Cologne, Brunswick et Magdebourg jusqu'à sa ville de garnison Breslau et Neiße - une distance de plus de 1000 km. C'est là que le régiment est démobilisé. Le régiment fait partie du commandement général de Silésie (plus tard VIe corps d'armée).

### Transfert au Brandebourg, Révolution de Mars et période de garnison (1817–1860)
En 1817, le régiment est affecté au IIIe corps d'armée (brandebourgeois) et transféré à Francfort-sur-l'Oder. Le régiment n'y reste que trois ans avant d'être transféré à Ruppin et Prenzlau en septembre 1820.
En 1849, le bataillon de fusiliers du régiment participe à la répression du soulèvement de mai à Dresde aux côtés de l'infanterie légère saxonne (de) et de deux bataillons du régiment prussien de grenadiers « empereur Alexandre ». Dans la nuit du 7 au 8 mai, le bataillon de fusiliers se déplace par train de Berlin à Dresde-Neustadt. L'attaque principale contre les barricades des insurgés a lieu le 9 mai. Le 11 mai, le bataillon de fusiliers quitte Dresde, rejoint les bataillons de mousquetaires du régiment et se déplace en Westphalie. Au total, les troupes saxonnes et prussiennes subissent des pertes de 31 morts et 94 blessés, dont 6 morts et 13 blessés au bataillon de fusiliers du régiment. Du côté des insurgés, 250 personnes sont tuées et 400 à 500 blessées.
Le 17 mai 1849, le régiment unifié réprime la révolte d'Iserlohn (de). Le commandant du bataillon de fusiliers, le lieutenant-colonel Schrötter, ainsi qu'un autre soldat du régiment sont tués. Du côté des insurgés et des civils, il y a plus de 100 morts, principalement à la suite d'un massacre : des soldats du régiment, furieux de la mort de leur chef de bataillon, abattu dans une embuscade, fouillent les maisons et exécutent leurs habitants ainsi que les fuyards après avoir trouvé des armes ou des munitions.
Le régiment est alors à nouveau divisé : le Ier et le IIe bataillon rejoignent la 2e division et le bataillon de fusiliers la 4e division. Intégrés au 1er corps d'armée, sous les ordres du général Moritz von Hirschfeld, ils occupent le Palatinat rhénan et le pays de Bade entre le 11 et le 18 juin. Le 14 juin 1849, le bataillon de fusiliers participe à la bataille de Kirchheimbolanden. Avec un bataillon de la Landwehr et deux escadrons d'uhlans, les troupes interviennent contre des francs-tireurs. Il y a trois blessés du côté des troupes régulières et 50 morts du côté des insurgés. En outre, les bataillons du régiment participent à une série de petits combats au cours du mois de juin 1849 : le 21 juin à Wiesental, le 24 juin à Neudorf, le 25 juin à Durlach, le 28 juin à Michelbach, le 29 juin à Nauenthal, le 30 juin entre Kuppenheim et Muggensturm, et enfin le 30 juin à la bataille de poursuite près d'Iffezheim. Au total, le régiment enregistre 3 morts et 18 blessés durant la campagne badoise.
Après la fin des combats, le régiment est affecté au corps d'occupation et reste dans le Bade jusqu'en novembre 1850.

### Guerre des Duchés (1864)
Le régiment participe à la guerre contre le Danemark de 1864 en tant que partie de la 6e division d'infanterie dans le corps d'armée combiné. La première bataille est celle de Missunde le 2 février 1864, à laquelle ne participe que le bataillon de fusiliers dirigé par le colonel von Hacke, commandant du régiment. Le bataillon a subi ce jour-là des pertes de 5 morts et 8 blessés.
Le 24e régiment d'infanterie fait désormais partie de la 12e brigade d'infanterie (de) sous les ordres du Generalmajor von Roeder. Avec cette grande unité, plusieurs combats de reconnaissance et d'avant-postes se succèdent devant Düppel (da) et Rackebüll (aujourd'hui Sønderborg-Ragebøl), puis la participation à l'encerclement et au siège  de Düppel. Lors de l'encerclement des retranchements le 17 mars 1864, sept soldats du régiment sont blessés. Le 18 avril 1864, les troupes prussiennes sous le commandement du prince Frédéric-Charles prennent finalement d'assaut les retranchements. Deux compagnies du régiment font partie de la 5e colonne d'assaut, dirigée par le major von Krohn, commandant du bataillon de fusiliers. Lors de l'assaut des retranchements, 8 soldats du régiment sont tués, 54 autres soldats sont blessés, ainsi que quatre officiers.
Après une trêve temporaire et l'interruption de la conférence de Londres (de), le régiment participe le 29 juin 1864 au passage sur l'île d'Alsen. À cette occasion, le régiment subit des pertes de 28 morts et 75 blessés. En juillet 1864, la guerre se termine victorieusement pour l'alliance austro-prussienne. Au total, le régiment subit des pertes irréparables de 54 morts et disparus, auxquels s'ajoutent 54 blessés graves et 116 blessés légers ou malades.

### Guerre austro-prussienne (1866)
En 1866, le régiment participe à la guerre austro-prussienne, l'adversaire étant la Confédération allemande dirigée par l'Autriche. Pendant la guerre, le régiment fait partie de la 6e division d'infanterie de la Ire armée, et participe à la bataille de Königgrätz (Sadowa) dans la réserve sous le commandement du général von Manstein. Cette bataille est dans l'ensemble très coûteuse en pertes. Comme le régiment n'intervient pas avec la réserve, les pertes du régiment sur l'ensemble de la guerre de 1866 sont relativement faibles avec un mort, un blessé et sept blessés légers - tous le 3 juillet 1866, jour de Königgrätz.

### Guerre franco-prussienne (1870-1871)
Le régiment participe à la guerre contre la France en 1870-1871 et combat à nouveau dans les effectifs de la 6e division d'infanterie du 3e corps d'armée. La division est placée sous le commandement du général von Buddenbrock. La participation du régiment à la bataille de Mars-la-Tour (Vionville) le 16 août 1870, avec le 64e régiment d'infanterie, également fortement décimé par cette bataille, est extrêmement coûteuse en vies humaines. Les deux régiments forment ensemble la 12e brigade d'infanterie, placée sous le commandement du colonel von Bismarck (de). Lors de la bataille de Mars-la-Tour, le régiment enregistre en une journée des pertes de 1 141 hommes, dont 268 morts, 142 disparus et 181 blessés graves. Un monument commémoratif près de Vionville rappelle les morts de cette bataille.
Du 10 au 12 janvier 1871, le régiment participe à la bataille du Mans.

### Période de garnison sous l'Empire (1872–1913)
Dans le cadre de l'augmentation de l'armée, le régiment constitue à plusieurs reprises des unités partielles pour les remettre à des régiments nouvellement formés, notamment sur des sites en Alsace-Lorraine. En 1881, le régiment cède la 2e compagnie au 98e régiment d'infanterie à Metz. En 1890, le 4e bataillon est transféré au 136e régiment d'infanterie à Strasbourg. En 1897, il est transféré au 151e régiment d'infanterie en Ermeland.

### Première Guerre mondiale (1914–1918)
Le régiment est mobilisé en 1914 au début de la Première Guerre mondiale et combat jusqu'à la fin de la guerre dans l'effectif de la 6e division d'infanterie, le plus souvent sur le front de l'Ouest. Les exceptions à cette règle sont la participation à la campagne de Serbie à l'automne 1915 et à l'offensive de Tarnopol (de) en Galicie orientale à l'été 1917. Le régiment devient le plus connu pendant la Première Guerre mondiale pour sa participation à la prise du fort de Douaumont en février 1916.
Pendant la Première Guerre mondiale, le régiment subit des pertes de 141 officiers, dont 16 officiers en service dans d'autres unités. En outre, le régiment perd 307 sous-officiers et 2072 hommes, soit un total de plus de 2500 morts. En 1900, un régiment d'infanterie a un effectif de paix de 69 officiers et 1977 hommes de troupe, soit un total (avec les fonctionnaires militaires et les médecins) de près de 2060 hommes.

### Dissolution et postérité (à partir de 1919)
Après l'armistice de Compiègne, le régiment retourne en garnison à Neuruppin, où il est démobilisé à partir du 21 décembre 1918 et dissous en 1919. Deux corps francs se forment à partir de décembre 1918 et en janvier 1919. Le Ier bataillon de volontaires rejoint le détachement de volontaires Grote en tant que IIe bataillon et le IIe bataillon de volontaires forme le bataillon de volontaires « Brandis ».
Dans la Reichswehr, la tradition est reprise par un décret du 24 août 1921 du chef de la direction de l'armée, le général d'infanterie Hans von Seeckt, pour les 14e et 15e compagnies du 5e régiment d'infanterie (prussien) de Greifswald.

## Commandants
Le titre honorifique de chef de régiment (de) est porté par le grand-duc de Mecklembourg, Paul-Frédéric, de 1824 à sa mort en 1842. En 1842, son successeur Frédéric-François II lui succède en tant que chef de régiment, et ce jusqu'à sa mort en 1883. En 1893, son successeur Frédéric-François III est nommé chef de régiment et occupe cette fonction cérémonielle jusqu'à sa mort en 1897. Son successeur en tant que grand-duc, Frédéric-François IV, est le dernier chef du régiment à partir de 1904.
Les commandants du régiment sont par année de nomination :
| À partir de | Commandant                         | Dates de vie | Remarques                                                         |
| ----------- | ---------------------------------- | ------------ | ----------------------------------------------------------------- |
| 1813        | Friedrich von der Goltz            | 1773–1813    | En cas de nomination au grade de commandant Major                 |
| 1813        | Ernst Ludwig von Laurens           | 1783–1823    | Commandant de Thionville                                          |
| 1815        | Friedrich von Romberg              | 1776–1821    |                                                                   |
| 1822        | Anton von Petery (de)              | 1780–1851    |                                                                   |
| 1834        | Alexander von Wulffen (de)         | 1784–1861    |                                                                   |
| 1838        | Karl Chlebus (de)                  | 1790–1862    |                                                                   |
| 1844        | Friedrich von Ehrhardt (de)        | 1789–1864    |                                                                   |
| 1848        | Theodor von Heuseler               | 1794–1864    |                                                                   |
| 1851        | Karl von Rheinbaben                | 1798–1855    |                                                                   |
| 1855        | Wilhelm von der Trenck (de)        | 1803–1881    |                                                                   |
| 1857        | Eduard von Lenz                    | 1804–1865    |                                                                   |
| 1859        | Hermann von Seydlitz-Kurzbach (de) | 1810–1895    |                                                                   |
| 1863        | Emil von Hacke                     | 1814–1887    | ensuite, jusqu'en 1870, commandant de la 38e brigade d'infanterie |
| 1866        | Adalbert zu Dohna                  | 1816–1889    |                                                                   |
| 1871        | Eugen von Bernhardi (de)           | 1822–1910    |                                                                   |
| 1876        | Wilhelm Albert von Ploetz          |              | ensuite, jusqu'en 1882, commandant de la 25e brigade d'infanterie |
| 1879        | Otto von der Mülbe (de)            | 1829–1916    |                                                                   |
| 1885        | Eduard von Jena (de)               | 1834–1911    |                                                                   |
| 1888        | Alfred Beelitz                     | 1839–1919    |                                                                   |
| 1890        | Waldemar von Schrotter             | 1842–1896    | puis commandant de la 25e brigade d'infanterie                    |
| 1893        | Eugen von Albedyll (de)            | 1842–1916    |                                                                   |
| 1895        | Rudolf Pabst von Ohain             | 1846–1911    |                                                                   |
| 1899        | Karl Weste                         | 1847–1925    |                                                                   |
| 1901        | Max von Eberstein                  | 1851–1932    |                                                                   |
| 1906        | Eckart von Bonin                   | 1854–1928    |                                                                   |
| 1908        | Otto von Sothen                    | 1854–1932    | puis commandant de la 17e brigade d'infanterie (de)               |
| 1912        | Johannes Rogalla von Bieberstein   | 1865–1938    | puis commandant de la 26e brigade d'infanterie (de)               |
| 1914        | Kurt Prinz von Buchau (de)         | 1863–1918    | tombé comme commandant de la 28e division d'infanterie            |
| 1915        | Georg von Oven                     | 1868–1938    | puis commandant de la 5e brigade d'infanterie de la Garde         |
| 1918        | Matthias Feuerheerd                | † 1944       |                                                                   |
| 1919        | Georg von Oven                     | 1868–1938    |                                                                   |

## Garnisons et casernes

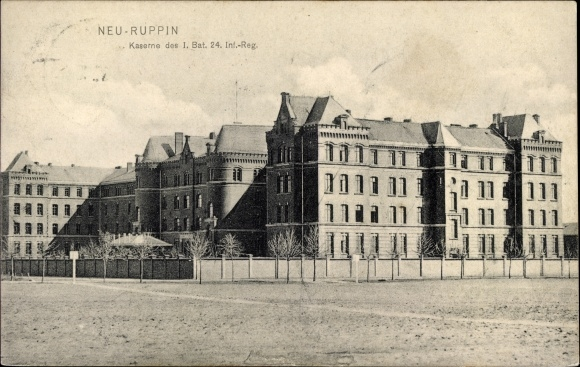
Königstorkaserne à Neuruppin (carte postale de 1907)

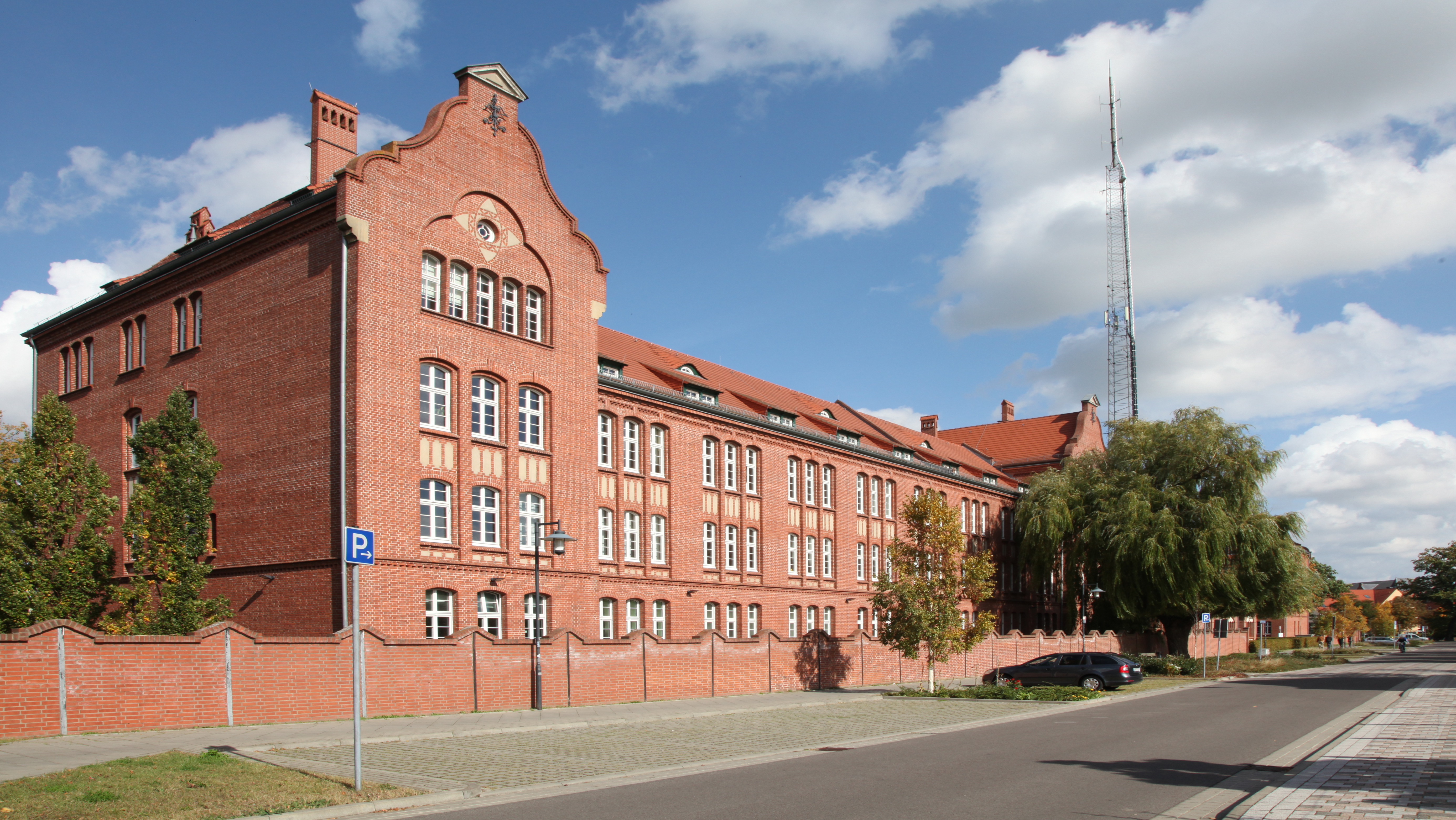
Caserne Friedrich Franz à Neuruppin (photo prise en 2012)

Neu-Ruppin (aujourd'hui Neuruppin) est la principale ville de garnison du régiment, qui est donc parfois appelé le régiment de Ruppin. La ville de la Marche est la garnison du régiment à partir de 1820, qui est d'abord logé dans des quartiers bourgeois. En 1880, le 1er bataillon s'installe dans la caserne Königstor nouvellement construite. Le bâtiment, classé monument historique, abrite aujourd'hui le tribunal régional de Neuruppin (de). Une extension pour le IIe bataillon est construite de 1880 à 1883. Le IIIe bataillon s'installe à Neuruppin dans la caserne Friedrich Franz, composée d'un bâtiment de garde et de détention, des casernes 1 et 2, d'un bâtiment de service, d'un bâtiment de chambres et d'un hangar à véhicules. Le bâtiment est construit en 1899/1901 et est aujourd'hui utilisé comme bâtiment administratif, entre autres par le tribunal social de Neuruppin (de).
Le deuxième lieu de garnison le plus important du régiment est Havelberg, où le IIe bataillon est stationné de 1860 à 1864, et le bataillon de fusiliers de 1864 à 1901. L'hébergement se fait en partie dans les bâtiments du Domstift, la Lehmkuhle de Havelberg constitue le terrain d'exercice (de).
Prenzlau accueille le bataillon de fusiliers de 1820 à 1850 (avec une courte interruption).
Pendant de courtes périodes, des parties du régiment ont leur garnison à Breslau, où l'état-major et le 1er bataillon se sont installés en 1816 après le retour des guerres de libération. Le IIe bataillon s'installe en même temps à Neiße, en Haute-Silésie. En 1817, il est transféré à Francfort-sur-l'Oder. Spandau est également brièvement un lieu de garnison.